# Guild Wars Factions
Guild Wars Factions è un videogioco di genere MMORPG pubblicato nel 2006 da ArenaNet per Microsoft Windows. Il videogioco è ambientato in un continente immaginario chiamato Cantha dove due fazioni combattono una guerra globale e continua. Il giocatore può interpretare un personaggio di una delle due fazioni in guerra: Kurzick e Luxon.

## Modalità di gioco
Oltre alle fazioni dei Kurzick e dei Luxon, in Guild Wars Factions sono state aggiunte altre due classi per i personaggi: l'Assassino e il Ritualista.